# Olympische Sommerspiele 2000/Teilnehmer (Trinidad und Tobago)
| Gelbes Symbol für Goldmedaillen mit stilisierten Olympischen Ringen | Graues Symbol für Silbermedaillen mit stilisierten Olympischen Ringen | Braundes Symbol für Bronzemedaillen mit stilisierten Olympischen Ringen |
| ------------------------------------------------------------------- | --------------------------------------------------------------------- | ----------------------------------------------------------------------- |
| —                                                                   | 1                                                                     | 1                                                                       |

Trinidad und Tobago nahm an den Olympischen Sommerspielen 2000 in Sydney, Australien, mit einer Delegation von 19 Sportlern, 14 Männer und fünf Frauen, teil.

## Medaillengewinner

### Silber
| Name       | Sportart       | Wettkampf |
| ---------- | -------------- | --------- |
| Ato Boldon | Leichtathletik | 100 Meter |

### Bronze
| Name       | Sportart       | Wettkampf |
| ---------- | -------------- | --------- |
| Ato Boldon | Leichtathletik | 200 Meter |

## Teilnehmer nach Sportarten

### Leichtathletik
- Ato Boldon
100 Meter: Silber 
200 Meter: Bronze 
4 × 100 Meter: Halbfinale

- Niconnor Alexander
100 Meter: Vorläufe
4 × 100 Meter: Halbfinale

- Julieon Raeburn
200 Meter: Vorläufe
4 × 100 Meter: Halbfinale

- Neil De Silva
400 Meter: Vorläufe
4 × 400 Meter: Vorläufe

- Ato Modibo
400 Meter: Vorläufe
4 × 400 Meter: Vorläufe

- Ronald Holassie
Marathon: 32. Platz

- Steve Brown
110 Meter Hürden: Viertelfinale

- Marc Burns
4 × 100 Meter: Halbfinale

- Jacey Harper
4 × 100 Meter: Halbfinale

- Damion Barry
4 × 400 Meter: Vorläufe

- Simon Pierre
4 × 400 Meter: Vorläufe

- Wendell Williams
Weitsprung: 43. Platz in der Qualifikation

- Ayanna Hutchinson
Frauen, 100 Meter: Vorläufe

- Fana Ashby
Frauen, 100 Meter: Vorläufe

- Marsha Mark-Baird
Frauen, Siebenkampf: 22. Platz

### Schwimmen
- George Bovell
100 Meter Freistil: 59. Platz
200 Meter Lagen: 26. Platz
400 Meter Lagen: 36. Platz

- Sebastien Paddington
200 Meter Freistil: 47. Platz

- Siobhan Cropper
Frauen, 50 Meter Freistil: 32. Platz
Frauen, 100 Meter Freistil: 34. Platz
Frauen, 100 Meter Schmetterling: 40. Platz

### Taekwondo
- Cheryl-Ann Sankar
Frauen, Federgewicht: 7. Platz